# Донал Глийсън
Донал Глийсън е ирландски актьор.

## Биография
Роден е на 12 май 1983 г. в Дъблин. Той е син на Мери и Брендан Глийсън и има трима братя.

## Частична филмография
- 2010 – „Никога не ме оставяй“ (Never Let Me Go)
- 2010 – „Непреклонните“ (True Grit)
- 2010 – „Хари Потър и Даровете на Смъртта: Първа част“ (Harry Potter and the Deathly Hallows – Part 1)
- 2011 – „Хари Потър и Даровете на Смъртта: Втора част“ (Harry Potter and the Deathly Hallows – Part 2)
- 2012 – „Дред“ (Dredd)
- 2012 – „Ана Каренина“ (Anna Karenina)
- 2012 – „Танцьор със сенките“ (Shadow Dancer)
- 2013 – „Въпрос на време“ (About Time)
- 2014 – „Несломен“ (Unbroken)
- 2015 – „Ex Machina: Бог от машината“ (Ex Machina)
- 2015 – „Бруклин“ (Brooklyn)
- 2015 – „Междузвездни войни: Епизод VII - Силата се пробужда“ (Star Wars: The Force Awakens)
- 2015 – „Завръщането“ (The Revenant)